# راپشا

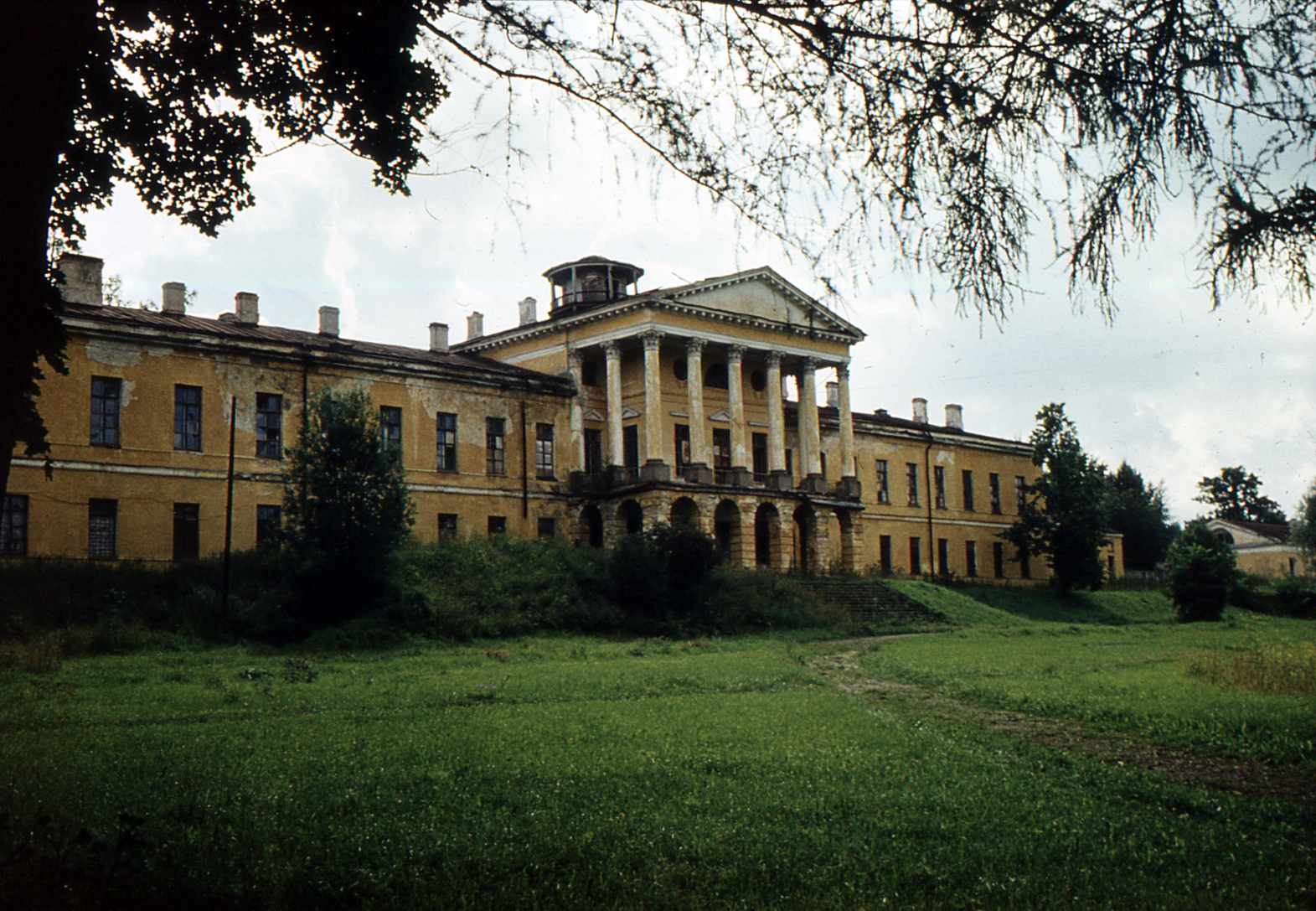
کاخ راپشا در حدود سال ۱۹۸۰

راپشا (روسی: Ропша؛ IPA: [ˈropʂə]) یک سکونتگاه در ناحیه لومنوسوفسکی استان لنینگراد، روسیه است که حدود ۲۰ کیلومتر (۱۲ مایل) در جنوب پیترهوف و ۴۹ کیلومتر (۳۰ مایل) در جنوب غربی مرکز سن پترزبورگ، در ارتفاعی بین ۸۰ متر (۲۶۰ فوت) تا ۱۳۰ متر (۴۳۰ فوت) قرار دارد. مجموعه کاخ و پارک راپشا به عنوان بخشی از مرکز تاریخی سن‌پترزبورگ و بناهای تاریخی آن در فهرست میراث جهانی یونسکو قرار دارد.